# Toxorhynchites nairobiensis
Toxorhynchites nairobiensis is een muggensoort uit de familie van de steekmuggen (Culicidae). De wetenschappelijke naam van de soort is voor het eerst geldig gepubliceerd in 1946 door van Someren.